# Иван Ташев
Иван Ташев или Ташов, известен като Вано Морарски, е български революционер, войвода на Вътрешната македоно-одринска революционна организация.

## Биография
Ташев е роден в 1876 година в кукушкото село Морарци, тогава в Османската империя, днес Антигония, Гърция. В 1896 година завършва с единадесетия випуск Солунската българска мъжка гимназия. Влиза във ВМОРО в 1900 година. Първоначално изпълнява куриерски задачи, а от пролетта на 1903 година е в четата на Кръстьо Асенов и Трайко Гьотов. Ранен е заедно с Димитър Попстаматов в сражението при Постолар от 2 юли 1903 година, когато четите на Кръстьо Асенов, Апостол Петков и Трайко Гьотов отблъскват турски аскер.
В 1905 година е войвода на чета в Солунско, но е ранен тежко и заловен от властите. Осъден е на 101 години затвор. След Младотурската революция в 1908 година е амнистиран. При избухването на Балканската война в 1912 година е доброволец в Македоно-одринското опълчение и заедно с Рума Делчева е войвода на Кукушката чета.
| Кукушка чета на МОО с командири Иван Ташев и Рума Делчева | Кукушка чета на МОО с командири Иван Ташев и Рума Делчева | Кукушка чета на МОО с командири Иван Ташев и Рума Делчева | Кукушка чета на МОО с командири Иван Ташев и Рума Делчева | Кукушка чета на МОО с командири Иван Ташев и Рума Делчева | Кукушка чета на МОО с командири Иван Ташев и Рума Делчева |
| Номер                                                     | Име                                                       | Години                                                    | Околия                                                    | Селище                                                    | Бележки                                                   |
| --------------------------------------------------------- | --------------------------------------------------------- | --------------------------------------------------------- | --------------------------------------------------------- | --------------------------------------------------------- | --------------------------------------------------------- |
|                                                           | Андон (Антон) Ив. Андонов                                 | 26 (28)                                                   | Кукушко                                                   | Кукуш                                                     |                                                           |
|                                                           | Атанас Христов Гърков                                     | 38                                                        | Кукушко                                                   | Женско                                                    |                                                           |
|                                                           | Вано Георгиев                                             | 33                                                        | Кукушко                                                   | Янешево                                                   |                                                           |
|                                                           | Вано Дельов                                               | 38 (37)                                                   | Кукушко                                                   | Мутулово                                                  |                                                           |
|                                                           | Георги (Георге) Арабаджиев                                | 20                                                        | Кукушко                                                   | Кукуш                                                     |                                                           |
|                                                           | Гоце Ангелов                                              | 35                                                        | Кукушко                                                   | Морарци                                                   | убит при Говедарник на 8 юли 1913 година                  |
|                                                           | Гоце Андонов                                              | 20                                                        | Кукушко                                                   | Маловци                                                   |                                                           |
|                                                           | Гоце Анд. Алишанов (Алековали)                            | 32 (35)                                                   | Кукушко                                                   | Морарци                                                   |                                                           |
|                                                           | Гоцв Донев                                                | 27                                                        | Кукушко                                                   | Лелово                                                    |                                                           |
|                                                           | Дельо Георгиев                                            | 30                                                        | Кукушко                                                   | Долни Тодорак                                             |                                                           |
|                                                           | Димитър (Мито) Димашев                                    | 23                                                        | Кукушко                                                   | Алексово                                                  |                                                           |
|                                                           | Димитър (Мито) Хр. Алишанов (Алиманов)                    | 25 (26)                                                   | Кукушко                                                   | Морарци                                                   |                                                           |
|                                                           | Доне Ив. Андонов                                          | 28                                                        | Кукушко                                                   | Кукуш                                                     |                                                           |
|                                                           | Иван Танчев Бегинин                                       | 33                                                        | Кукушко                                                   | Кукуш                                                     |                                                           |
|                                                           | Мито Антов                                                | 21                                                        | Валовищко                                                 | Крушево                                                   |                                                           |
|                                                           | Мито К. Ангов                                             | 19 (20)                                                   | Кукушко                                                   | Морарци                                                   |                                                           |
|                                                           | Никола Андонов                                            | 21                                                        | Кукушко                                                   | Лелово                                                    |                                                           |
|                                                           | Никола Манолев                                            | 21                                                        | Кукушко                                                   | Кукуш                                                     |                                                           |
|                                                           | Туше Ан. Бабалов                                          | 33                                                        | Кукушко                                                   | Маловци                                                   |                                                           |
|                                                           | Туше Атанасов                                             | 27 (29)                                                   | Кукушко                                                   | Кукуш                                                     | безследно изчезнал на 22 (25) юни 1913 г.                 |
|                                                           | Туше Тасов                                                | 26                                                        | Кукушко                                                   | Хърсово                                                   |                                                           |
|                                                           | Христо (Ицо) Алтънов                                      | 24                                                        | Кукушко                                                   | Кукуш                                                     |                                                           |
|                                                           | Христо Андов                                              | 22                                                        | Кукушко                                                   | Алексово                                                  |                                                           |
|                                                           | Христо Атанасов                                           | 31                                                        | Кукушко                                                   | Женско                                                    |                                                           |
|                                                           | Христо Делчев                                             | 28                                                        | Кукушко                                                   | Кукуш                                                     |                                                           |

Участва в Междусъюзническата война в 13 кукушка дружина.
След окупацията на Егейска Македония от Гърция Ташев отново е войвода на ВМРО.
За смъртта на Ташев съществуват две версии – според Отчета за бойната дейност на ВМРО 1908 – 1924 година, представен на Шестия конгрес, Ташев загива през май 1924 година, като четник на Димитър Димашев в Кукушко, докато според Иван Михайлов Ташев е убит на 9 юни 1924 година от органи на полицията.
Негов първи братовчед по майчина линия е Гоце Делчев.